# Алтай-Таван-Богд
Алтай-Таван-Богд (монг. Алтай Таван богд байгалийн цогцолбор газар, Природный комплекс пяти святыней Алтая) — национальный парк, расположен на территории аймака Баян-Улгий в западной части Монголии. Имеет общие границы с Россией и Китаем. 
В пределах национального парка находятся монгольская часть массива Таван-Богдо-Ула и доисторические петроглифы Цаган-Сала, признанные памятником Всемирного наследия.

## География
Территория национального парка включает в себя хребты Монгольского Алтая с обширными массивами курумов, высокогорными лесами, лугами и полупустынями, озёрами и речными долинами. К северу от парка возвышается пик Куйтэн-Уул — самая высокая точка Монголии (4374 м). Вблизи от неё находится ледник Потанина площадью 23 км2, который вместе с другими ледниками питает реки, уходящие в Котловину Больших Озёр. В самом парке расположены крупные озёра Хотон-Нуур, Хурган-Нуур и Даян-Нуур.
Климат отличается суровостью, здесь часты сильные морозы и ветры. Вегетативный сезон весьма короток.

## Животный мир
Хребты служат надёжным убежищем для горного барана — аргали. Кроме того, на охраняемой территории встречаются такие виды животных, как снежный барс, благородный олень, лоси, горные козлы, евроазиатская выдра, каменная куница, улары, беркуты.

## Туризм
В Алтай-Таван-Богд помимо богатого природного мира имеется ряд исторических памятников культуры. Местность пригодна для горных видов спорта и экотуризма. Возможны восхождения на горы, рыбалка (местные реки богаты тайменем), сплав на байдарках и каноэ, поездки на верблюдах, знакомство с культурой и обычаями местных казахов.